# Ullenwood
Ullenwood – wieś w Anglii, w hrabstwie Gloucestershire. Leży 11 km na wschód od miasta Gloucester i 141 km na zachód od Londynu.